# Simulium rotifilis
Simulium rotifilis är en tvåvingeart som beskrevs av Chen och Zhang 1998. Simulium rotifilis ingår i släktet Simulium och familjen knott. Inga underarter finns listade i Catalogue of Life.